# 호분샤
주식회사 호분샤(일본어: 株式会社芳文社, 방문사)는 일본의 출판사이다.
1950년에 쇼문칸(尚文館)을 전신으로 창립되었다. 만화 주간지나 4컷 만화 전문지를 일본 최초로 간행한 것으로 알려져 있으며, 만화 잡지를 중심으로 출판 활동을 하고 있다.

## 주요 간행물

### 잡지
- 주간 만화 TIMES (매주 금요일 발매)
- 하나오토 (매월 14일)
- 망가 홈 (매월 2일)
- 망가 타임 점보 (매월 4일)
- 망가 시간 (매월 7일)
- 망가 타임 점보 (매월 13일)
- 망가 타임 패밀리 (매월 17일)
- 망가 타임 스페셜 (매월 22일)
- 망가 타임 오리지널 (매월 27일)
- 망가 타임 키라라 (매월 9일)
- 망가 타임 키라라 MAX (매월 19일)
- 망가 타임 키라라 포워드 (매월 24일)
- 망가 타임 키라라 Carat (매월 28일)
- 망가 타임 키라라 Carino (매월 27일)

### 단행본
- 히다마리 스케치
- 케이온!
- 유유시키
- GA 예술과 아트디자인 클래스
- 카나메모
- 관지기 쿠로
- 동인워크

#### 코믹스
- 호분샤 코믹스
- 망가 타임 코믹스
- 망가 타임 KR 코믹스
- 하나오토 코믹스

#### 소설
- 호분샤 KR 문고
- 키라라판타지아